# Benjamin Christiaens
Benjamin Christiaens OFMRef (chinesisch 祁棟樑; * 24. Februar 1844 in Tielt, Belgien; † 7. Januar 1931 in Gent, Belgien) war ein belgischer römisch-katholischer China-Missionar und Ordensgeistlicher.

## Leben
Benjamin Christiaens wurde 1844 in Tielt geboren. Er trat am 12. Oktober 1861 den Franziskaner-Reformaten bei und legte am 14. Oktober 1865 die Profess ab. Am 8. Juni 1868 wurde er zum Priester geweiht.
Papst Leo XIII. ernannte ihn am 13. Februar 1889 zum Apostolischen Vikar von Südwest Hupeh und Titularbischof von Colophon. Vincenzo Epiphane Carlassare OFMRef weihte ihn am 12. Mai 1889 in Hangzhou zum Bischof. Um 1899 trat er als Apostolischer Vikar zurück.